# Justin Bieber: Never Say Never
Justin Bieber: Never Say Never je trodimenzionalni dokumentarni film o životu kanadskog pop pjevača Justina Biebera, koji je objavljen 11. veljače 2011. godine u Sjedinjenim Američkim Državama. Premijera u Hrvatskoj bila je 17. ožujka. Redatelji filma su Jon Chu i Bieber. U dokumentarnom filmu se pojavljuju i poznate osobe poput Ushera, Jadena Smitha, Miley Cyrus i drugih.

## Radnja
Film prati Justina Biebera kroz turneju My World Tour te se prikazuju videozapisi Biebera dok je bio dijete.

## Vanjske poveznice
- Službena stranica  Arhivirana inačica izvorne stranice od 14. veljače 2011. (Wayback Machine)
- Never Say Never u internetskoj bazi filmova IMDb-a